# Mauro Simonetti

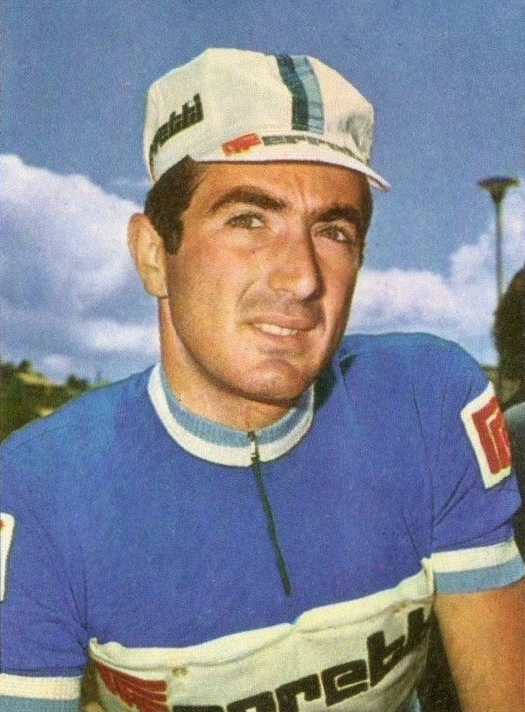
Mauro Simonetti (1971)

Mauro Simonetti (* 14. Juli 1948 in Livorno; † 31. Dezember 1986) war ein italienischer Radrennfahrer.

## Sportliche Laufbahn
Simonetti war Teilnehmer der Olympischen Sommerspiele 1968 in Mexiko-Stadt. Er gewann gemeinsam mit Vittorio Marcelli, Giovanni Bramucci und Pierfranco Vianelli die Bronzemedaille im Mannschaftszeitfahren. 1968 gewann er mit Giovanni Cavalcanti, Giovanni Bramucci und Vittorio Marcelli den Internationalen Olympiapreis der DDR in Forst. Als Amateur startete er für den Verein „US Formiche e Lulli“.
Von 1970 bis 1979 war er als Berufsfahrer aktiv. Seinen ersten Vertrag als Profi erhielt er im Radsportteam Ferretti, in dem Gösta Pettersson Kapitän war. Sein bedeutendster Erfolg war der Sieg auf der 6. Etappe der Tour de France 1970. In der Gesamtwertung der Tour kam er auf den 19. Rang. Er konnte auch einige weitere bekannte Rennen in Italien gewinnen, so 1970 den GP Città di Camaiore, 1972 die Coppa Agostoni und 1973 die Coppa Sabatini vor Roger De Vlaeminck. 1977 siegte er auf einem Tagesabschnitt der Sizilien-Rundfahrt. 1975 fuhr er erneut die Tour de France und wurde 54. im Endklassement.